# Gabon aux Jeux olympiques d'été de 2024
Le Gabon participe aux Jeux olympiques d'été de 2024 à Paris. Il s'agit de leur 12e participation aux Jeux d'été, auxquels ils n'ont jusqu'ici remporté qu'une seule médaille (la médaille d'argent en taekwondo de Anthony Obame en 2012).
L'athlète Wissy Franck Hoye Yenda Moukoula et la nageuse Noélie Annette Lacour sont les porte-drapeaux de la délégation gabonaise.

## Athlètes engagés
| Sport      | Hommes | Femmes | Total |
| ---------- | ------ | ------ | ----- |
| Athlétisme | 1      | 0      | 1     |
| Judo       | 0      | 1      | 1     |
| Natation   | 1      | 1      | 2     |
| Taekwondo  | 0      | 1      | 1     |
| Total      | 2      | 3      | 5     |

## Résultats

### Athlétisme
| Athlète                         | Épreuve        | Tour préliminaire | Tour préliminaire | 1er tour | 1er tour | Demi-finale | Demi-finale | Finale  | Finale  |
| Athlète                         | Épreuve        | Temps             | Rang              | Temps    | Rang     | Temps       | Rang        | Temps   | Rang    |
| ------------------------------- | -------------- | ----------------- | ----------------- | -------- | -------- | ----------- | ----------- | ------- | ------- |
| Wissy Frank Hoye Yenda Moukoula | 100 m masculin | 10 s 59           | 3e                | Éliminé  | Éliminé  | Éliminé     | Éliminé     | Éliminé | Éliminé |

### Judo
| Athlète         | Compétition    | 1er tour                | 2e tour             | Quart de finale     | Demi-finale         | Repêchage           | Finale              | Rang     |
| Athlète         | Compétition    | Adversaire Résultat     | Adversaire Résultat | Adversaire Résultat | Adversaire Résultat | Adversaire Résultat | Adversaire Résultat | Rang     |
| --------------- | -------------- | ----------------------- | ------------------- | ------------------- | ------------------- | ------------------- | ------------------- | -------- |
| Virginia Aymard | Moins de 48 kg | Narváez Défaite 00 - 11 | Éliminée            | Éliminée            | Éliminée            | Éliminée            | Éliminée            | Éliminée |

### Natation
| Athlète    | Épreuve                  | Séries  | Séries | Demi-finales | Demi-finales | Finale  | Finale  |
| Athlète    | Épreuve                  | Temps   | Rang   | Temps        | Rang         | Temps   | Rang    |
| ---------- | ------------------------ | ------- | ------ | ------------ | ------------ | ------- | ------- |
| Adam Mpali | 50 m nage libre masculin | 28 s 47 | 68e    | Éliminé      | Éliminé      | Éliminé | Éliminé |

| Athlète               | Épreuve                 | Séries  | Séries | Demi-finales | Demi-finales | Finale   | Finale   |
| Athlète               | Épreuve                 | Temps   | Rang   | Temps        | Rang         | Temps    | Rang     |
| --------------------- | ----------------------- | ------- | ------ | ------------ | ------------ | -------- | -------- |
| Noélie Annette Lacour | 50 m nage libre féminin | 27 s 68 | 46e    | Éliminée     | Éliminée     | Éliminée | Éliminée |

### Taekwondo
| Athlète                 | Compétition           | Huitièmes de finale  | Quarts de finale    | Demi-finales        | Repêchage           | Finale / MB         | Finale / MB |
| Athlète                 | Compétition           | Adversaire Résultat  | Adversaire Résultat | Adversaire Résultat | Adversaire Résultat | Adversaire Résultat | Rang        |
| ----------------------- | --------------------- | -------------------- | ------------------- | ------------------- | ------------------- | ------------------- | ----------- |
| Emmanuella Atora Eyeghe | Moins de 57 kg femmes | Luo Défaite 2-6, 0-5 | Éliminée            | Éliminée            | Éliminée            | Éliminée            | Éliminée    |